# Eleutherodactylus cuneatus
Eleutherodactylus cuneatus es una especie de rana de la familia Eleutherodactylidae.

## Distribución geográfica
Es endémica del sudeste de Cuba.

## Estado de conservación
Se encuentra ligeramente amenazada por la polución. 